# Atrichopogon ilonae
Atrichopogon ilonae är en tvåvingeart som beskrevs av Gosseries 1989. Atrichopogon ilonae ingår i släktet Atrichopogon och familjen svidknott. Inga underarter finns listade i Catalogue of Life.